# Гаитянская вуду и сексуальная ориентация
Гомосексуальность в гаитянском Вуду приемлема с религиозной точки зрения, и гомосексуалистам разрешается участвовать во всех религиозных мероприятиях. Однако в западноафриканских странах с преобладающими консервативными христианскими и исламскими взглядами на ЛГБТ-людей отношение к ним может быть менее терпимым, если не откровенно враждебным, и это влияние отражается в религиях африканских диаспор после атлантической работорговли, в которую входит и гаитянское вуду.
Само гаитянское Вуду остается открытым для людей любой сексуальной ориентации. На Гаити общеизвестно, что значительное число гаитянских вудуистов являются геями. Многие представители ЛГБТ на Гаити считают, что в культуре вуду легче открыто говорить о своей сексуальности и гендерном самовыражении, в контрасте с открытой враждебностью со стороны основного гаитянского общества.

## Гаитянские взгляды на гомосексуальность
Вуду является религией предков и рассматривается некоторыми западными антропологами как экстатическая религия. Это не религия, основанная на плодородии (см. Обряды плодородия). Это означает, что ни один религиозный закон не требует от большинства ее членов размножаться, и на гомосексуалистов не оказывают давления, заставляя их делать это. Гаитянское Вуду рассматривает сексуальную ориентацию как часть того, как Бог создает человека; гомосексуалисты могут свободно преследовать представителей своего пола точно так же, как гетеросексуалы могут преследовать представителей противоположного пола.
В гаитянском Вуду мужчины-гомосексуалисты считаются находящимися под защитой Эрзули Фреды, лоа любви и красоты. Она очень женственна, что позволяет мужчинам-геям демонстрировать стереотипные черты во время религиозных церемоний. Документальный фильм «Des hommes et dieu» (Люди и смерть) представляет интервью с несколькими людьми, которые считают, что Эрзули Фреда сделала их геями. Эрзули Дантор считается покровительницей лесбиянок, хотя она сама бисексуалка, у нее много детей и двое мужей, Симби Макайя и Ти Жан Петво, хотя говорят, что она предпочитает общество женщин.

## Противоположные взгляды у вудуистов, не проживающих на Гаити
Однако среди других практикующих вудуистов бытует мнение, что открытой идентификации себя как гомосексуалистов нет места в рамках этой традиции. Руководитель гаитянского святилищ «Ле Перистиль» в Филадельфии, штат Пенсильвания, утверждает, что нет никакой связи между лоа и гендерными сложностями, и заявляет, что «...ваша гендерная идентификация — это ваше дело. Но вы не можете призвать Бога для удовлетворения своих сексуальных желаний. Мы достаточно долго страдали от такого рода оскорблений африканских религий. Пришло время положить этому конец».
Аналогичным образом, на веб-сайте западноафриканской диаспоры Мами Вата Вудун, базирующейся на юге Соединенных Штатов, отмечается, что старейшины религии Вудун, как правило, выступают против инициации гомосексуалистов. Сама организация «Мами Вата» до недавнего времени придерживалась этой практики исключения, но теперь приветствует всех практикующих.

## Связь между лоа и гендерной идентичностью
Во время гаитянских церемоний вуду унганы (жрецы), мамбо (жрицы) и хунси (посвященные) танцуют вокруг потомитана до тех пор, пока в одного из них не вселяется один из лва. Человек может быть одержим любым лва, независимо от того, одного они пола или нет.  Во время одержимости одержимый танцор начинает вести себя как лва, которым он одержим, независимо от пола. Преподобная Северина КМ Сингх, новоорлеанская жрица Вуду, объясняет:
У меня есть друзья-геи, которые практикуют, и я могу лично подтвердить близость лоа к ним. Я была свидетелем замечательных и могущественных ритуалов, которые они проводили. Намерения в вашем сердце имеют большее значение, чем ваша сексуальная ориентация. Я читаю книги для очень многих геев и делаю для них подношения без каких-либо угрызений совести. Вудуисты верят в переселение души. Это означает, что моя душа могла когда-то находиться в теле чернокожего мужчины, а в другое время - в теле восточной женщины, не говоря уже о миллионах жизней, проведенных в низших формах жизни. Некоторые из них, вероятно, совершенно асексуальны, бисексуалы или транссексуалки!

## Убеждения
В гаитянском и луизианском вуду существует большое количество духов или божеств (лва). Эти лва могут рассматриваться как семьи отдельных людей или как единое целое с различными аспектами, имеющее связи с определенными сферами жизни.
Некоторые лва имеют особые связи с магией, культом предков или смертью, например, Геде и бароны. Некоторые из них, в частности, связаны с трансгендеризмом или однополыми отношениями. К ним относится Геде Нибо, дух, заботящийся о тех, кто умирает молодым. Иногда его изображают как женоподобного трансвестита, который вдохновляет тех, в ком он обитает, на похотливую сексуальность всех видов, особенно на трансгендерное или лесбийское поведение женщин.
Родителями Геде Нибо являются барон Самеди и мама Бриджит; барон Самеди является лидером клана Геде и баронов и изображается как бисексуальный денди или иногда переодетый, носящий цилиндр и сюртук, а также женскую юбку и туфли. У Самеди есть склонность к «похотливым движениям»" которые пересекают гендерные границы, а также подразумевают страсть к анальному сексу.
Другие бароны, демонстрирующие гомосексуальное поведение, — это барон Ланди и барон Лимба, которые являются любовниками и преподают в своей школе гомоэротическую борьбу обнаженными, которая, как считается, повышает магическую силу. Практикующие вудуисты называют барона Оуа-Оуа, который часто проявляет себя как ребенок, «наиболее тесно связанным с гомосексуальностью».
Другой представитель ЛГБТ-сообщества, Эрзули, ассоциируется с любовью, чувственностью и красотой. Эрзули может проявлять аспекты, связанные с ЛГБТ, в том числе трансгендерные или амазонские черты, в дополнение к традиционно женскому облику. У мужчин эти аспекты могут привести к трансгендерному или гомоэротическому поведению, в то время как у женщин они могут привести к лесбиянству или антимужским настроениям. Эрзули Фреда считается защитницей геев, а Эрзули Дантор ассоциируется с лесбиянками.

## Для дальнейшего чтения
- AIDS, fear, and Society: Challenging the Dreaded Disease; Kenneth J. Doka; Publisher: Taylor & Francis; 1997.
- Hoodoo Mysteries: Folk Magic, Mysticism & Rituals; Ray Malbrough; Publisher: Llewellyn Publications; 2003.
- Living in the Lap of the Goddess: the Feminist Spirituality Movement in America; Cynthia Eller; Publisher: Boston Beacon Press; 1995.
- Queering Creole Spiritual Traditions: Lesbian, Gay, Bisexual, and Transgender Participation in African Inspired Traditions in the Americas; Randy P. Conner, David Hatfield Sparks; Publisher: Harrington Park Press; 2004-03.
- The Pagan Man: Priests, Warriors, Hunters and Drummers; Isaac Bonewits; Publisher: Citadel; 2006.
- The Secular and the Sacred Harmonized; Eloise T. Choice; Publisher: AuthorHouse; 2005-09-08.
- St. James Press Gay & Lesbian Almanac; Neil Schlager (Editor); Publisher: Thomson Gale; 1998.
- Male Homosexualities and World Religions; Pierre Hurteau; Publisher: Palgrave Macmillan, 2013, chapter 6: Afro-Caribbean and Afro-Brazilian Religions pp. 157–1775
- Love, Sex and Gender Embodied: The Spirits of Haitian Vodou; by Elizabeth McAlister; in Nancy Martin and Joseph Runzo, eds., Love, Gender and Sexuality in the World Religions; Publisher: Oxford Oneworld Press, 2000; pp. 128–145.
- Postcolonial Homophobia: United States Imperialism in Haiti and the Transnational Circulation of Antigay Sexual Politics; by Erin Durban-Albrecht, chapter 2: Delivering Haiti from the Devil: U.S. Protestant Missionaries and Religious Homophobia p.p. 94-123; 2015.